# Team Fortress 2
Team Fortress 2 (сокр. TF2) — компьютерная игра в жанре многопользовательского шутера от первого лица, разработанная и впервые изданная компанией Valve Corporation в 2007 году в составе сборника The Orange Box для Windows и Xbox 360; позднее в этом же году состоялся релиз игры в варианте для PlayStation 3; релиз самостоятельной версии игры для Windows состоялся в 2008 году. На территории СНГ игра издавалась компанией «Бука» в составе The Orange Box, а также в качестве независимого программного продукта (отдельный DVD-диск).
Игра, служащая «сиквелом» к модификации Team Fortress под Quake и ремейку последней — модификации Team Fortress Classic под Half-Life, была анонсирована в 1998 году, причём концепция и дизайн проекта на протяжении последующих девяти лет, составивших время его разработки, существенно изменились. В 1999 году казалось, что геймплей игры отклонялся от идей предшествующих проектов в сторону большей реалистичности и милитаризма, но за девять лет работы над проектом концепция была изменена. Финальный вариант Team Fortress 2 очень близок к оригинальным модификациям Team Fortress и Team Fortress Classic, но резко отличается от них визуальной частью, исполненной в мультяшном карикатурном стиле с использованием лицевой анимации, основанной на творчестве таких художников начала двадцатого века как Дж. К. Лейендекер, Дин Корнуэлл и Норман Роквелл, следуя популярной тенденции недавних фильмов, в частности созданных Pixar/Disney, к примеру, фильм «Суперсемейка».
При выходе игра была хорошо воспринята критиками; высокие оценки получили визуальный стиль, структура геймплея, характе́рный юмор и специфика персонажей в мире многопользовательской игры. Valve продолжает поддерживать игру, выпуская новый контент: игровые карты, предметы и боевые краски. С 24 июня 2011 года игра перешла в формат free-to-play и распространяется бесплатно через Steam с поддержкой микротранзакций для приобретения внутриигровых предметов; тогда же была введена система «выпадения» предметов, позволяющая новым игрокам получать предметы посредством генератора случайных чисел. С июля 2016 года в игру был введён соревновательный режим.

## Сюжет
Несмотря на то, что Team Fortress 2 является многопользовательским командным шутером, ей присущ глубокий сюжетный подтекст, который ненавязчиво раскрывается авторами на игровых картах, а также в связанных комиксах и официальных видео игры.
В Team Fortress 2 описывается мир, в котором тайно противоборствуют организации RED и BLU. Они были созданы братьями Маннами — Блутархом и Редмондом, которые ненавидели друг друга из-за неподелённых гравиевых земель их отца — Зефенайи Манна. «Три телевизионных канала, одна телефонная компания и две корпорации, секретно контролирующие все правительства на планете».
RED — сокращение от Reliable Excavation Demolition — «Королевские раскопки и снос» (КРС). Известно, что компания RED специализируется на раскопке водохранилищ и шахт, подрывных работах, производстве хлеба и пива. Их команда состоит из наёмников. RED пишется также, как и название красного цвета в английском языке (англ. Red) о чём говорит и цветовая гамма организации. Постройки RED и её оборудование выполнены в красных и жёлтых тонах, основные строительные материалы — древесина, красный кирпич и металлические листы тёмно-красного цвета. В силу того, что данная организация специализируется на сносе и раскопках, ей присущ «простой» сельский стиль построек и неряшливость.
BLU — сокращение от Builders League United — «Союз инженеров-наёмников» (СИН). Компания специализирующаяся на строительстве, выработке гидроэлектроэнергии, производстве молока. Аналогично RED, BLU является прикрытием для большой шпионской организации. Название организации схоже с названием синего цвета в английском языке (англ. Blue), который является основным для цветовой гаммы организации. Постройки BLU выполнены в синих и белых цветах из белого кирпича и металла. BLU предпочитают более промышленный и современный стиль, чем RED.
RED и BLU ведут непримиримую борьбу за право безраздельного владения бесплодных пустынь с гравием, которая принимает различную форму деловой и недобросовестной конкуренции, в том числе и форму вооружённых столкновений между специально нанятыми наёмниками — классами Team Fortress 2. Столкновения принимают форму контроля территории, захвата важных точек земли, уничтожения баз противников и промышленного шпионажа.
Столкновения между компаниями происходят на различных индустриальных объектах, таких как шахты, водохранилища, карьеры и электростанции. Нередко под видом таких организаций скрываются секретные шпионские базы корпораций, компьютерные центры и ракетные бункеры.
Несмотря на то, что RED и BLU — две совершенно противоположные, непримиримо враждующие организации с противоположными областями специализации, вполне возможно, что они имеют общее секретное руководство, известное как TF Industries или Spytech. Данная организация имеет отношение ко многим технологиям, которые присущи обеим компаниям, например таким как Автоматические турели и Раздатчики. Об общем управлении также говорит и тот факт, что обе команды слышат один и тот же женский голос, который зачитывает игровые сообщения (известный как Администратор, англ. The Announcer).

## Игровой процесс
| Системные требования | Системные требования                                                | Системные требования                                                |
| -------------------- | ------------------------------------------------------------------- | ------------------------------------------------------------------- |
|                      | Минимальные                                                         | Рекомендуемые                                                       |
| Windows              |                                                                     |                                                                     |
| ОС                   | Windows 7/Vista/XP                                                  | Windows 7                                                           |
| ЦПУ                  | С частотой 1.7 ГГц или лучше                                        | Pentium 4 с 3 ГГц или лучше                                         |
| Объём ОЗУ            | 512 MB ОЗУ                                                          | 1 Гб ОЗУ                                                            |
| Место на диске       | 15 GB                                                               | 15 GB                                                               |
| Видеокарта           | С поддержкой DirectX 8.1                                            | С поддержкой DirectX 9.0c                                           |
| Сеть                 | Широкополосное подключение к интернету                              | Широкополосное подключение к интернету                              |
| macOS                |                                                                     |                                                                     |
| ОС                   | macOS Leopard 10.5.8 или более поздние версии                       | macOS Leopard 10.5.8 или более поздние версии                       |
| ЦПУ                  | С частотой 1.7 ГГц или лучше                                        | С частотой 1.7 ГГц или лучше                                        |
| Объём ОЗУ            | 1 Гб ОЗУ                                                            | 1 Гб ОЗУ                                                            |
| Место на диске       | 15 GB                                                               | 15 GB                                                               |
| Видеокарта           | NVIDIA GeForce 8, ATI X1600, Intel HD 3000 или лучше                | NVIDIA GeForce 8, ATI X1600, Intel HD 3000 или лучше                |
| Сеть                 | Широкополосное подключение к интернету                              | Широкополосное подключение к интернету                              |
| Linux                |                                                                     |                                                                     |
| ОС                   | Ubuntu 12.04 или более поздние версии                               | Ubuntu 12.04 или более поздние версии                               |
| ЦПУ                  | Двухъядерный процессор от AMD или Intel с частотой не менее 2.8 ГГц | Двухъядерный процессор от AMD или Intel с частотой не менее 2.8 ГГц |
| Объём ОЗУ            | 1 Гб ОЗУ                                                            | 1 Гб ОЗУ                                                            |
| Место на диске       | 15 GB                                                               | 15 GB                                                               |
| Видеокарта           | nVidia GeForce 8600/9600GT, ATI/AMD Radeon HD2600/3600              | nVidia GeForce 8600/9600GT, ATI/AMD Radeon HD2600/3600              |
| Сеть                 | Широкополосное подключение к интернету                              | Широкополосное подключение к интернету                              |

Игровой процесс разворачивается на отдельных игровых территориях, называемых игровыми картами. Каждая карта относится к одному из нескольких игровых режимов, который определяет задачи карты и правила игры на ней. В игре принимают участие две команды, которые различаются по цвету формы — Красные и Синие — наёмники двух противоборствующих компаний. Команды состоят из персонажей, которые могут быть живыми игроками либо ботами; персонажи выбираются из девяти классов, игровые характеристики которых не зависят от команды. Каждый класс имеет в арсенале вооружение, позволяющее атаковать противников из другой команды, и не атакующие предметы, предназначенные для разных целей. В зависимости от режима игры, команды могут быть как равнозначны, например, в режиме симметричного контроля точек, так и нет, как, например, в режиме Сопровождение, где команда Синих принимает роль атакующих, а команда Красных — защитников.
Весь раунд может делиться на несколько временны́х этапов. Временные этапы зачастую также называются режимами, не следует путать их с игровыми режимами. Некоторые временные этапы не являются обязательными и появляются только в некоторых режимах или при определённых игровых ситуациях. Единственным обязательным этапом является этап игры.
Игровым сообществом были созданы карты, на которых задачи, правила и персонажи отличаются от введённых Valve.

### Режимы игры
Team Fortress 2 содержит пять основных игровых режимов:
- Захват контрольных точек — игровой режим, в котором цель команды BLU — за определённое время захватить контрольные точки RED. Количество контрольных точек различается в зависимости от карты, и команда BLU должна захватывать точки, как правило, последовательно. Чтобы захватить контрольную точку, игрок должен простоять на ней определённое время, причем чем больше игроков, тем быстрее происходит захват. Красные, которые не могут захватить точки, должны помешать Синим захватить все контрольные точки до истечения времени. После захвата точки время будет продлено на несколько минут[10].
- Захват флага — режим, в котором Красные и Синие должны украсть флаг команды противника (кейс с разведданными) и не допустить кражи своих собственных разведданных. Когда носитель разведданных погибает, они остаются на земле в течение 1 минуты, а затем возвращаются в исходное местоположение, если их не подберут снова. Разведданные команды может нести только команда противника. Побеждает команда, которая первой захватит разведданные противника три раза[11].
- Контрольные точки — игровой режим на время, в котором на карте размещено несколько контрольных точек, всего их может быть три или пять в зависимости от карты. Игра начнется с того, что для захвата будет доступна только средняя контрольная точка, а остальные контрольные точки будут разделены поровну между обеими командами. После захвата этой средней контрольной точки команда может начать захватывать точки противника. Время игры продлевается после захвата контрольной точки любой из команд. Чтобы команда победила, она должна захватить все контрольные точки за отведенное время[10]. Если команда захватила не все точки, а время закончилось, наступает ничья.
- «Царь горы» — игровой режим на время, в котором есть одна контрольная точка в центре карты, которую могут захватить как Красные, так и Синие. Если команда противника захватывает точку у команды, которая владела ею ранее, её таймер останавливается, а таймер команды противника запускается или возобновляется. Каждая команда может перезахватывать точку столько раз, сколько сможет. Побеждает команда, которая первой будет контролировать точку в течение 180 секунд (не обязательно непрерывно)[12].
- Сопровождение — режим на время, в котором команда BLU должна толкать вагонетку со взрывчаткой по рельсам, а команда RED должна не допустить, чтобы вагонетка достигла их базы. Чтобы толкать вагонетку, в радиусе действия вагонетки должен находиться хотя бы один синий игрок, а чем больше игроков, тем выше скорость толкания. На картах вдоль рельсов расположено несколько «контрольных точек»; каждая контрольная точка, достигнутая вагонеткой, приносит Синим дополнительное время. Если Синие не толкают вагонетку в течение некоторого времени, она начнет откатываться к последней достигнутой контрольной точке. Красные игроки могут помешать движению тележки, находясь в пределах её досягаемости[13].

#### Альтернативные режимы игры
В Team Fortress 2 есть несколько альтернативных режимов игры. В этих режимах используется меньше карт, чем в основных, и они в некотором роде отделены от основных режимов.
- Арена — особый игровой режим, в котором игроки не возрождаются после смерти. Команда может победить, либо устранив всех игроков противника, либо захватив центральную контрольную точку, которая открывается по истечении определённого времени[14]. В настоящее время этот режим доступен только на серверах сообщества.
- Супер-Манн — режим, в котором игроки получают доступ к крюку-кошке и различным усилениям, разбросанным по карте и дающим различные способности[15]. Хотя все текущие официальные карты режима Супер-Манн не привязаны к какому-либо конкретному режиму, они используют механику режима «Захват флага». Режим основан на модификации Quake «Threewave CTF», созданном бывшим сотрудником Valve Дэвидом Киршем[16].
- Средневековье — режим, в котором игроки могут использовать только оружие ближнего боя, а также другое оружие, использовавшееся во время средневековья, такое как лук и арбалет[17]. Официальные карты режима «Средневековье» не привязаны к какому-либо конкретному режиму, но используют механику режима Захват контрольных точек.
- Дай пас — игровой режим на время, вдохновлённый регби, разработанный Valve и Bad Robot Interactive. На стороне карты каждой команды размещены три вида ворот. В центре карты появляется мяч, и игроки должны поднять его и забить в ворота противника. Пока игрок держит мяч, он не может стрелять[18].
- Гонка вагонеток похожа на «Сопровождение», но у обеих команд — Красных и Синих есть вагонетка, которую они должны толкать, не давая команде противника сделать то же самое. На рельсах есть несколько контрольных точек, ограничений по времени нет. Команда, первой достигшая конца своей трассы, получает очко. Игра длится до тех пор, пока одна из команд не наберет два очка[19].
- Специальная доставка — режим, похожий на «Захват флага», но в нём есть только один нейтральный флаг, который могут забрать как Красные, так и Синие[20].
- Контроль территории — режим, где присутствует несколько контрольных точек, разбросанных по одной карте. Как и в «контрольных точках», каждая точка может быть захвачена либо командой Красных, либо командой Синих. В отличие от «контрольных точек», одновременно доступны две точки. После успешного захвата точки командой «этап» заканчивается и доступные точки захвата меняются. Команда побеждает, захватив все контрольные точки[20].
- Versus Saxton Hale — игровой режим, который изначально был разработан как модификация для режима «Арена» и затем был популяризирован на серверах сообщества. В игре один игрок, играющий за Сакстона Хейла (на позиции BLU), сражается против 31 другого игрока (на позиции RED). Сакстон Хейл может использовать только атаку ближнего боя, но у него есть некоторые способности. Например, он может выполнить атаку, которая позволяет ему лететь в любом направлении, а при приземлении создает разрушительную ударную волну. Как и в режиме «Арена», Сакстон или Красные могут победить, устранив игрока(ов) противника или захватив одну контрольную точку по истечении достаточного количества времени[21][22].

#### Другие режимы
Эти режимы не относятся к альтернативным режимам, а имеют свои собственные разделы в игре.
- Режим Хэллоуина — специальный режим, который включается во время Хэллоуина и предоставляет игрокам доступ к более чем 20 тематическим картам. Например, Хэллоуин 2012 года включал в себя сложную миссию «Манн против машин», включающую более 800 волн роботов[23]. В связи с большим спросом на события, приуроченные к Хэллоуину, Valve позже добавила событие «Полнолуние», которое происходит во время каждого полнолуния в течение года и позволяет игрокам экипировать эксклюзивные косметические предметы для Хэллоуина[24].
- Манн против Машин — кооперативный игровой режим, в котором игрокам предстоит защищать свою базу от волн роботов, смоделированных по образцу всех девяти игровых классов, а на некоторых картах — от медленно движущихся танков, перевозящих бомбы. После смерти роботов и танков остается валюта, называемая кредитами, которую игроки могут использовать для покупки улучшений для своего персонажа или оружия. Игроки побеждают, если успешно защищают свою базу от бомбы до последней волны[25]. Существует платная версия этого игрового режима, где игроки покупают игровые билеты за реальные деньги, чтобы пройти серию миссий с шансом выиграть уникальные предметы, оружие и детали роботов, которые можно использовать в создании предметов[26] .
- Режим тренировки призван помочь новым игрокам познакомиться с основными элементами управления и обучить их основам четырёх из девяти классов: солдата, подрывника, инженера и шпиона. В игре используются деревянные манекены и боты для обучения игроков базовой механике классов и игры[27].

## Персонажи
В Team Fortress 2 представлено девять игровых классов, которые равномерно распределены по категориям «Нападение», «Оборона» и «Поддержка». Каждый класс имеет свои сильные и слабые стороны и должен взаимодействовать с другими классами. У каждого класса есть как минимум три вида оружия по умолчанию: основное оружие, дополнительное оружие и оружие ближнего боя. У инженеров и шпионов есть два дополнительных слота: для инженеров — КПК, а для шпионов — маскировочный комплект и часы невидимости. Дополнительный персонаж, Сакстон Хейл, доступен в игровом режиме «Versus Saxton Hale».

### Нападение
- Разведчик (Натан Веттерлейн) — американский бейсболист из Бостона, штат Массачусетс[31]. Это быстрый и ловкий персонаж, вооруженный по умолчанию дробовиком, пистолетом и бейсбольной битой. Разведчик может совершать двойной прыжок, захватывает контрольные точки и толкает вагонетку в два раза быстрее всех остальных классов.

- Солдат (Рик Мэй) — американский ура-патриот со Среднего Запада США, который выдаёт себя за военного (несмотря на то, что он никогда не служил в вооружённых силах США)[32]. Солдат по умолчанию вооружен ракетомётом, дробовиком и лопатой[33]. Он является вторым по медленности классом в игре и классом со вторым по величине запасом здоровья после Пулемётчика. Солдат может использовать свой ракетомёт для рокет-джампа в другие места, теряя при этом часть здоровья.

- Поджигатель (Деннис Бейтман) — пироман неизвестного пола и происхождения, который носит огнестойкий костюм и заглушающий голос противогаз[34]. По умолчанию поджигатель вооружен огнеметом, дробовиком и пожарным топором . Поджигатель может тушить союзников и отражать вражеские снаряды с помощью сжатого воздуха из огнемёта. Поджигатель думает, что они живут в утопическом фэнтезийном мире под названием «Пироландия»[35][36]

### Оборона
- Подрывник (Гари Шварц) — чернокожий шотландский одноглазый алкоголик, эксперт по подрыву зданий из Аллапула[37]. Вооружен по умолчанию гранатометом, пусковой установкой «липких бомб» (бомбы, которые взрываются по команде игрока и могут прилипать к большинству поверхностей) и стеклянной бутылкой. Подрывник может использовать  взрывчатку для ведения огня с закрытых позиций и установки ловушек[35]. Подобно ракетному прыжку Солдата, Подрывник может использовать свои липкие бомбы для «липкого прыжка».

- Пулемётчик (Шварц) — мощный боец родом из горного хребта Джугджур в Советском Союзе. Он представляет собой самый медлительный класс в игре, но при этом способен выдерживать и наносить огромный урон. В стандартное вооружение входят пулемёт, который он ласково называет «Сашей», дробовик и собственные кулаки[38].

- Инженер (Грант Гудив) — американский изобретатель из  города Би-Кейв (Техас)[39]. Инженер может строить здания для поддержки своей команды: турель, раздатчик боеприпасов а также устройства телепортации (один вход и один выход)[35]. Инженер по умолчанию вооружен дробовиком, пистолетом и гаечным ключом, который используется для ремонта и строительства зданий, а также как оружие ближнего боя.

### Поддержка
- Медик (Робин Аткин Даунс) — немецкий врач из Штутгарта[40]. Он оснащен «лечебной пушкой», которая может восстанавливать здоровье раненых товарищей по команде. При лечении товарищей по команде лечебная пушка постепенно накапливает счетчик «Убер-заряда», который после полной зарядки можно активировать, чтобы обеспечить медику и его пациенту временную неуязвимость. Медик также по умолчанию оснащен шприцемётом и медицинской пилой на случай, если ему придется вступить в прямой бой[41][35].

- Снайпер (Джон Патрик Лоури) — киллер, родившийся в Новой Зеландии и выросший в австралийской глубинке[42]. По умолчанию вооружен снайперской винтовкой. В зависимости от того, как игрок целится и стреляет, он может нанести огромный урон или мгновенно убить противника выстрелом в голову. По умолчанию он также носит с собой пистолет-пулемет и кукри для ближнего боя[35].

- Шпион (Деннис Леонард Бейтман) — французский тайный агент, который носит с собой устройство невидимости, замаскированное под наручные часы, жучок, который выводит из строя здания инженера, а также устройство в портсигаре, позволяющее ему маскироваться под любого игрока любой из команд[43]. Его стандартное оружие — револьвер и нож-бабочка ; последний он может использовать, чтобы мгновенно убить врага, нанеся удар в спину[35]. Он единственный персонаж, который не носит одежду ярких цветов своей команды или нашивку, обозначающую его специальность, предпочитая вместо этого балаклаву, деловой костюм, галстук и перчатки приглушенных оттенков цветов команды.

### NPC
- Администратор (Эллен Маклейн) — невидимый комментатор, которая своевременно сообщает игрокам информацию об ограничениях по времени и целях.
- Мисс Полинг (Эшли Берч), помощница администратора[44].

## История создания
Прообраз игры Team Fortress изначально был бесплатной модификацией для Quake. В 1998 году обоих её разработчиков — Робина Уокера и Джона Кука — наняла компания Valve, и игру перевели на движок GoldSource. После приобретения Team Fortress Software, Valve стала позиционировать игру как самостоятельный продукт.
Team Fortress 2: Brotherhood of Arms должна была стать современной военной игрой: реалистичная прорисовка, командиры видят поле боя с высоты, на вражескую базу можно сбросить десант, и т. д. От класса «командир» отказались практически сразу: что, если играет плохой командир с хорошими подчинёнными? Хороший командир с плохой командой?
Обновлённый дизайн игры был показан в 1999 году на E3, было продемонстрировано несколько новых технологий (параметрическая анимация, модели переменной детализации). Игра заработала несколько наград, включая Best Online Game и Best Action Game. Дата выхода не объявлялась.
С выходом Half-Life 2 игру решили перевести на новый движок, что тоже отодвинуло сроки. К тому времени игра разрабатывалась шесть лет, Team Fortress 2 считали таким же vaporware, как и Duke Nukem Forever.
Второй незавершённой версией игры стала игра Team Fortress 2: Invasion. Часть кода и несколько моделей игры были украдены вместе с незавершённой версией Half-Life 2. Восстановлением этой версии в данный момент занимается Team GabeN, но в связи с тем, что была украдена только небольшая часть данных игры, о точности восстановленной версии судить невозможно.
Игру решили переделать в стиле рекламных плакатов начала XX века (разработчики упоминают работы Джозефа Лейендекера). Комиксный стиль дал многократную выгоду: модели легко опознаются, реализмом оружия можно пожертвовать в угоду играбельности, а по скриншоту сразу понятно, из какой он игры. К тому же, это позволило сделать частицы разборчивыми, не забивающими поле зрения даже в крупных перестрелках, а медика — класс, который ранее должен был скрываться в укромных местах — вытащили на передовую. В последний момент избавились от гранат — ручной гранаты у Солдата, капкана у Разведчика, связки динамита у Подрывника… Если после этого своеобразие персонажа пропадало, часть функций гранат переносили на основное или дополнительное оружие (именно так у Подрывника появился липучкомёт). Незадолго до выхода Уокер признался, что «Valve, прежде чем прийти к окончательному дизайну, сделала три или четыре разные игры».

## Первые и последующие обновления
Через полгода после выхода (30 апреля 2008 года) вышло «обновление Медика» (также известное как «Золотая лихорадка»). Медику дали 39 достижений; по ходу их выполнения медик получает дополнительное оружие. Заодно обогатилась анимация почти всего оружия ближнего боя.
Ещё на этапе разработки отказались от режима «Сопровождение гражданского» из-за его крайней сложности: незнакомым людям трудно координировать свои усилия, чтобы персонажа в пиджаке с зонтиком не пристрелил снайпер или заколол шпион. В обновлении медика появилась замена ему — режим «Сопровождение вагонетки» (Payload). Вместо хрупкого гражданского наёмники ведут неуничтожаемую тележку, нагруженную бомбой. Первая карта для этого режима называлась pl_goldrush.
Впоследствии вышли аналогичные обновления для Поджигателя (20 июня 2008 г.), Пулемётчика (22 августа 2008 г.), Разведчика (26 февраля 2009 г.). В обновлении пулемётчика ввели новый режим — «Арена».

### Аксессуары
Аксессуары (ранее известные как шляпы и предметы категории «Разное») — это предметы, которые игрок может поместить в один из трёх слотов «Аксессуары» на экране выбора снаряжения. Компания Valve добавила в игру первые девять шляп в обновлении «Снайпер против Шпиона» в мае 2009 года, по одной шляпе каждому классу. В последующих обновлениях были добавлены другие шляпы, в том числе и шляпы, созданные сообществом Team Fortress 2.
Идея удалась[какая?], и в дальнейшем появились шляпы в честь компьютерных игр (Alien Swarm, Left 4 Dead 2, Portal 2…), праздников (Рождество, Хэллоуин, день рождения Team Fortress), фильмов, книг, национальных обычаев, игрового жаргона. Весной 2011 года устроили продажу шляп в японском стиле, выручка пошла жертвам землетрясения в Японии.
29 октября 2009 года вышло крупное обновление в честь Хэллоуина, включавшее две новые карты, две новые шляпы, пять новых достижений и одного «мини-босса». Особый режим игры продлился до 2 ноября, в дальнейшем празднование Хэллоуина стало традицией. Обновление 27 октября 2010 года называлось «Вииизг Fortress», обновление 27 октября 2011 года — «Очень страшный хэллоуинский выпуск».

### Новые возможности
18 декабря 2009 года вышло обновление «Война», оказавшееся опять двойным. На сей раз достижениями и оружием снабдили Солдата и Подрывника. Появилась возможность «ковки» предметов — теперь можно было избавиться от дубликатов, перековав их на желаемый артефакт.
В апреле 2010 года положили конец серверам с «бездельниками», изменив систему выпадения вещей. Игроки, которых ни разу не замечали за эксплуатацией ущербной системы выпадения, обнаружили в своём рюкзаке шляпу «Нимб праведника».
10 июня 2010 года вышла версия для macOS. Заодно добавили режимы тренировки и практики с ботами.
Последнее классовое обновление — для Инженера — вышло 8 июня 2010 года.
Обновление «Манн-кономика», вышедшее 1 октября 2010 года, добавило 65 предметов, созданных сообществом, невиданное число для предыдущих обновлений. Также была добавлена возможность обмениваться предметами с другими игроками и покупать вещи за реальные деньги. Упростились чертежи ковки, при этом всё оружие, приобретённое до обновления, получило рейтинг «старой закалки».
По аналогии с Хэллоуином, с 2010 года стали праздновать Рождество (соответствующие обновления названы «Австралийское рождество» и «Австралийское рождество 2011»). Если «хэллоуинские» обновления были исключительно косметическими, то рождественские давали вполне полезные предметы, в новогоднем стиле и не только. 10 марта 2011 года в честь игры Total War: Shogun 2 вышел набор своеобразного оружия с описаниями в форме хайку (до этого рекламные предметы были или косметическими аксессуарами, или копировали другое оружие).
5 мая 2011 года вышло обновление «Replay». Обновление включает систему записи роликов, с помощью которой можно просмотреть свою игру после смерти. Игрок может редактировать видео и загружать его на YouTube.

### Обновление «Über Update» и переход на free-to-play
24 июня 2011 года вышло обновление «Über Update», включавшее 22 единицы оружия и более десятка аксессуаров. Одновременно с этим игра была переведена на режим free-to-play и стала бесплатной для загрузки. При этом Valve продолжила извлекать прибыль от микротранзакций, продавая различные внутриигровые объекты через встроенный магазин, привязанный к сети Steam. Компания заверила игроков, что не намерена в будущем вводить иные системы монетизации, например, рекламу или платную подписку, что могло бы ухудшить положение игроков. Такой подход оказался экономически оправданным: в октябре 2011 года руководитель Valve Гейб Ньюэлл отметил, что количество игроков в Team Fortress 2 за прошедшие месяцы увеличилось в пять раз, и от 30 до 50 % игроков хотя бы раз участвовали в микротранзакциях, совершая покупку во встроенном магазине. В марте 2012 года на конференции Game Developers Conference представитель Valve Джо Людвиг сообщил, что микротранзакции приносят в месяц в 12 раз больше прибыли, чем приносили месячные продажи игры до перехода на free-to-play.
Всем, кто купил игру до перехода, был подарен виртуальный внутриигровой предмет — военная каска времён Первой мировой войны «Доказательство покупки».
В дальнейшем наиболее крупными обновлениями, в которых появилось новое оружие, были «Победоносный набор доктора Грордборта», созданный совместно с WETA Workshop, «Маннотехнология» (в честь игры Deus Ex: Human Revolution) и «Австралийское рождество 2011».

### Обновление «Пиромания» и новые режимы игры
27 июня 2012 года в обновлении «Пиромания» вышел заключительный ролик по героям TF2, «Представляем класс: Поджигатель». Компания устроила детективную игру в альтернативной реальности. Вышло новое оружие, для поджигателя и не только, и новый режим игры «Специальная доставка». Маску, показывающую мир глазами Поджигателя, можно заработать и в игре.
Ролики делались программой Source Filmmaker — внутренним инструментом Valve, утёкшим (с большими недоработками) во время одного из бета-тестов. После выхода последнего ролика Valve сделала программу общедоступной и совершенно бесплатной.
В конце августа было добавлено одно из крупнейших обновлений к игре под названием Mann vs. Machine. Оно добавляло новый кооперативный режим и три карты к нему. На это обновление были многочисленные намёки, которые начались ещё с 2010 года, и целая ARG в преддверии обновления.
После этого выходило ещё несколько небольших геймплейных обновлений. В частности, полностью сняли превосходство платных игроков над бесплатными. Ранее наборы «Снаряжение заправщика» и ещё несколько, доступные только платным, давали небольшое игровое преимущество. В 2013 году наборы стали давать только косметический эффект.

### Обновление «Лето — 2023» и рекорд онлайна
12 июля 2023 года разработчики загрузили крупное обновление «Лето — 2023», добавившее в игру 14 новых карт, 25 косметических предметов, 6 насмешек, новые необычные эффекты для шляп и множество незначительных улучшений. Игроки позитивно отреагировали на новости, и установили новый рекорд: одновременный онлайн превысил 220 000 игроков.

### Обновление «Лето — 2025»
25 июля 2025 года разработчики добавили обновление которое добавило в игру 10 новых карт, 23 косметических предметов, 4 насмешки, 14 необычных эффектов для шляп и насмешек и множество мелких изменений.

## Эпидемия ботов
В середине 2020 года в игре была т. н. «эпидемия ботов». На серверах Valve появились большое количество лаг-ботов, спам-ботов и аим-ботов. Valve в ответ выпустили обновление, в котором отключили возможность free-to-play аккаунтам использовать текстовой и голосовой чат. На данный момент на серверах Valve распространены аим-боты. Так же 4 сентября 2020 года игрок Team Fortress 2 создал антибот-бота с названием «Bot Extermination Services» (в переводе с англ. — «Услуги по уничтожению ботов») который выслеживал и убивал ботов практически мгновенно. услуги были не бесплатные, покупатель услуг должен был заплатить какую-то сумму, впрочем, в 2021 году появились и другие аим-боты, а создатель «Bot Extermination Services» вероятнее всего перестал запускать и обновлять своего антибот-бота, так как в 2021 году не наблюдалась активность подобных ботов.
22 июня 2021 года Valve выпустили обновление, которое значительно усложнило жизнь ботам в игре. Теперь, в меню голосования за кик игроков в сервере присутствует таймер рядом с именами всех игроков в сервере, который показывает, сколько времени провёл тот или иной игрок в данном сервере. Это значительно облегчает распознавание и процесс кика ботов, которые скопировали имена других обычных игроков, так как бот обычно присоединяется к серверу позже, чем игрок, имя которого он скопировал. Также процесс голосования заканчивается досрочно, если цель голосования покинул сервер во время этого голосования. Это значит, что игрок, который был выгнан из сервера, не сможет зайти на тот же сервер в течение определённого времени. Также, теперь игрок может начинать голосование за кик игроков на сервере, где игра идёт более 90 секунд (стандартное значение), только если он находится на данном сервере 5 минут (стандартное значение).

## Запуск FACEIT
12 марта 2021 года платформа FACEIT, известный по проведению соревновательных матчей по CS:GO, Dota 2 и другим известным играм, а также своими собственными матчмейкинг серверами запустил свой сервис с собственными серверами для Team Fortress 2. До 19 марта 2021 года проект находился в бета-тестировании. Запуск для всех игроков произошёл 20 марта 2021 года.

## Отзывы критиков
| Сводный рейтинг    | Сводный рейтинг |
| Агрегатор          | Оценка          |
| ------------------ | --------------- |
| GameRankings       | 92,60 %         |
| Metacritic         | 92/100          |
| Иноязычные издания |                 |
| Издание            | Оценка          |
| 1UP.com            | A               |
| Eurogamer          | 9/10            |
| GameSpot           | 8,5/10          |
| GameSpy            | [ 81 ]          |
| GamesRadar+        | [ 82 ]          |
| IGN                | 8,9/10          |
| PC Gamer (US)      | 94 %            |
| GameDaily          | 9/10            |

Team Fortress 2 получила широкое признание критиков, получив 92 балла из 100 на Metacritic. Многие обозреватели хвалили мультяшную графику и легкий, непринужденный геймплей, а также отмечали ярко выраженные индивидуальности и внешний вид каждого класса, что произвело впечатление на многих критиков. Журнал PC Gamer UK отметил: «До сих пор в мультиплеерных играх такого просто не было». Игровые режимы также были хорошо приняты: GamePro описал их как «ориентированные исключительно на простое веселье», а несколько рецензентов похвалили Valve за карту Hydro и попытку создать режим, в котором каждая карта отличается своим разнообразием. Дополнительные похвалы получили дизайн уровней, баланс игры и поощрение командной работы. Team Fortress 2 получила несколько наград за мультиплеерный геймплей и графический стиль, а также ряд наград «игра года» в составе сборника The Orange Box.
Летом 2018 года, благодаря уязвимости в защите Steam Web API, стало известно, что точное количество пользователей сервиса Steam, которые играли в игру хотя бы один раз, составляет 50 191 347 человек.